# Acroperus harpae
Acroperus harpae is een watervlooiensoort uit de familie van de Chydoridae. De wetenschappelijke naam van de soort is voor het eerst geldig gepubliceerd in 1834 door Baird.